# Unforgettable (série de televisão)
Unforgettable (Inesquecível (título em Portugal) ) e (Brasil: Unforgettable ) é uma série de televisão dos Estados Unidos exibida originalmente pela CBS com estreia em 20 de setembro de 2011. A série é sobre Carrie Wells, uma detetive da polícia de Nova Iorque, que sofre de uma síndrome rara, hipertimesia, que faz com que a pessoa não se esqueça de nada.
Depois de ter sido cancelada duas vezes pelo canal televisivo CBS a 13 de Maio de 2012 e a 10 de Outubro de 2014, Unforgettable é resgatada pela A&E para a quarta temporada. A série foi cancelada em 2016, não renovando para a 5º temporada.

## Sinopse
A série gira em torno da vida da detetive Carrie Wells (Poppy Montgomery) da polícia de Nova Iorque. Ela sofre de uma síndrome rara, hipertimesia, que faz com que a pessoa não se esqueça de nada, e utilizando-a para o bem, resolvendo homicídios. Originalmente detetive em Syracuse, estado de Nova Iorque, trabalhava com o detetive Al Burns, com quem teve um relacionamento amoroso, e o reencontra na cidade de Nova Iorque.
Ao voltar ao trabalho de detetive, ela poderá voltar a investigar como e por quem sua irmã foi assassinada. Algo que ela não consegue se lembrar.

## Personagens
- Carrie Wells (Poppy Montgomery) – detetive da polícia de Nova Iorque, faz parte da equipe do detetive Al Burns, com quem teve um relacionamento enquanto eram detetives em Syracuse;
- Al Burns (Dylan Walsh) – detetive da polícia de Nova Iorque, que lidera uma equipe de investigação e teve um relacionamento com Carrie;
- Mike Costello (Michael Gaston) – detetive da polícia de Nova Iorque, membro da equipe e braço direito do detetive Al Burns;
- Roe Saunders (Kevin Rankin) – detetive da polícia de Nova Iorque e membro da equipe do detetive Al Burns;
- Nina Inara (Daya Vaidya) – detetive júnior da polícia de Nova Iorque e membro da equipe do detetive Al Burns;
- Tanya Sitkowsky (Britt Lower) – uma técnica da polícia de Nova Iorque que trabalha com a equipe do detetive Al Burns e tem uma "queda" pelo detetive Roe;
- Joanne Webster (Jane Curtin) – amiga de Carrie, trabalhava no mesmo hospital onde a mesma era voluntária. Foi médica legista e foi transferida para o departamento de polícia, onde apoia a equipe do detetive Al Burns.

## Episódios
Predefinição:Anexo:Lista de episódios de Unforgettable

## Audiência
| Estados Unidos | Estados Unidos | Estados Unidos         | Estados Unidos    | Estados Unidos | Estados Unidos         |
| Temporada      | Episódios      | Primeiro episódio      | Episódio final    | Ranking        | Audiência (em milhões) |
| -------------- | -------------- | ---------------------- | ----------------- | -------------- | ---------------------- |
| 1              | 22             | 20 de setembro de 2011 | 8 de maio de 2012 | 19             | 12,71                  |

## Recepção da crítica
Em sua primeira temporada, Unforgettable teve recepção mista por parte da crítica especializada. Com base de 20 avaliações profissionais, alcançou uma pontuação de 57% no Metacritic. Por votos dos usuários do site, atinge uma nota de 6.1, usada para avaliar a recepção do público.